# Die Wahrheit über Franco: Spaniens vergessene Diktatur
Die Wahrheit über Franco: Spaniens vergessene Diktatur (en español La dura verdad sobre la dictadura de Franco) es una serie de televisión documental alemana de 2017, en la que, a través de una amplia investigación detallada, se narra el turbulento régimen dictatorial de Francisco Franco a lo largo de varias décadas.
Fue emitida por primera vez el 14 de noviembre de 2017 en el canal alemán ZDF y, posteriormente, en Netflix en octubre de 2020. En inglés, adoptó por título la denominación The Truth About Franco - Spain's Forgotten Dictatorship. La serie documental cuenta con los comentarios de historiadores como Paul Preston y Ángel Viñas, ambos biógrafos de Franco.

## Argumento
Durante casi cuatro décadas Francisco Franco gobernó a España bajo un régimen dictatorial. A más de cuarenta años después del fin de la dictadura, todavía hay muchos secretos sobre el Generalísimo. A lo largo de los episodios de la serie documental se describe cómo Franco llegó al poder tras una cruenta guerra civil, se analiza cómo protagonizó el capítulo más oscuro de la historia española reciente con "mano de hierro", como el propio Franco se dio el título de "Caudillo de España", y cómo sus seguidores construirían la figura del héroe de guerra, el hombre de familia, y cómo en realidad impuso un régimen asesino de masas que tendría sus propios rituales de poder. También se explica cómo se configuró el mapa de la política mundial al final de la Segunda Guerra Mundial, y cómo los aliados hicieron una distinción entre amigos y enemigos de la democracia, haciendo muy crítica la situación de Franco, pero como éste también logró ciertos éxitos en política exterior y abrió nuevas perspectivas para España a mediados de los años 1950 y cómo el dictador estabilizó su poder.
En la serie también se hablan de temas como el cuestionamiento de la paternidad de la hija del dictador, Carmen Franco, y el indispensable apoyo del dictador nazi Adolf Hitler para iniciar la guerra civil española y la muerte de militares que se opusieron al golpe de Estado contra la Segunda República Española.

## Episodios
| N.º en serie | N.º en temp. | Título                                                    | Dirigido por | Fecha de emisión original |
| ------------ | ------------ | --------------------------------------------------------- | ------------ | ------------------------- |
| 1            | 1            | «Der Aufstieg zur Macht»                                  | —            |                           |
| 2            | 2            | «Das neue Regime»                                         | —            |                           |
| 3            | 3            | «Stunde Null»                                             | —            |                           |
| 4            | 4            | «Die bleierne Zeit»                                       | —            |                           |
| 5            | 5            | «Die Wahrheit über Franco - Spaniens vergessene Diktatur» | —            |                           |